# IC 3412
IC 3412 — галактика типу S? (спіральна галактика) у сузір'ї Діва.
Цей об'єкт міститься в оригінальній редакції індексного каталогу.